# Euthore leroii
Euthore leroii är en trollsländeart som beskrevs av Friedrich Ris 1918. Euthore leroii ingår i släktet Euthore och familjen Polythoridae. Inga underarter finns listade i Catalogue of Life.